# ゴッド・オブ・ウォー
『ゴッド・オブ・ウォー』 (God of War) とはソニー・コンピュータエンタテインメントのSCEサンタモニカスタジオが開発したPlayStation 2用3Dアクションアドベンチャーゲームである。アメリカでは2005年3月22日に発売され、ストーリー・グラフィック・サウンドなどの高い完成度や、ギリシア神話を題材にした暴力描写が話題となり、一躍SCEを代表する人気タイトルとなった。
日本では2005年11月17日にカプコンから発売され、その後、カプコレ・BestPrice!と二度にわたって廉価版が発売された。BestPrice! 版には購入特典として『ゴッド・オブ・ウォーII 終焉への序曲』の体験版が店頭配布された。
通常版の発売後、CEROのレーティング制度が改定されたため通常版とカプコレ版以後ではレーティング内容が異なっている。通常版は18歳以上対象だが廉価版では17歳以上対象のD区分となった。
2010年3月18日にはPlayStation 3向けに、2014年5月15日にはPlayStation Vita向けに本作と『ゴッド・オブ・ウォーII 終焉への序曲』がセットになった『ゴッド・オブ・ウォーコレクション』が発売された。HDリマスターが施され、新たにトロフィー機能に対応している。

## 概要
プレイヤーは神の僕・クレイトスとなって様々な謎や怪物が潜む古代ギリシャの世界を冒険する。CS アタックと呼ばれる独自のシステムがあり、戦闘中に画面に表示されるアイコンの指示通りにボタンを押すと怪物の喉に武器を突き立てたりアクロバティックなスタントをこなすなどの激しいアクションが展開される。視点には固定カメラが採用されプレイヤーは視点を自由に動かすことはできないものの、カメラは常にプレイヤーにとって最適な位置になるように自動で動くためプレイヤーは視点を意識することなくゲームを遊べるようになっている。またプレイ中に逐次データを読み込んでいるためロード時間にゲームを遮られることが少ない。ミスをしてゲームオーバーになっても自動で記録される直前のチェックポイントからすぐにやり直しができるのも特徴である。
アメリカでは記録的な売り上げを樹立し、en:Academy of Interactive Arts & Sciencesの2005年度のゲーム・オブ・ザ・イヤーに選ばれるなど数多くの賞を受賞したが、日本での知名度は低かった。しかしながらハードウェアの限界に挑んだ映像面や画面に収まりきらないほどの巨大な怪物が襲い掛かるボス戦、それまでの洋ゲーに対する定説を覆す爽快なゲーム性などがコアなゲーマーの間で評判となり、発売以後徐々に日本でも知られるようになった。
『鬼武者』や『デビルメイクライシリーズ』（いずれもカプコン）、『NINJA GAIDEN』シリーズ（テクモ）などの日本のゲームとよく比べられ本作のディレクターであるデイビッド・ジャッフェも『ICO』（ソニー・コンピュータエンタテインメント）に強い影響を受けたことをインタビューなどの場で語っている。ゲームの他に『インディ・ジョーンズ』からも影響を受けており、ゲーム中に訪れるパンドラの神殿にそれを確認できる。

## ストーリー
プロローグ
古代ギリシア時代、無敵の強さを誇るスパルタの戦士クレイトスは、ある蛮族との戦いにおいて完敗を喫してしまう。今まさにクレイトスの首が切り落とされようという時、彼は最後の手段に出た。それは軍神アレスに魂を売り、神にも及ぶ強さを手に入れることであった。巨大な姿を現したアレスは蛮族を一掃すると共に、クレイトスに神をも傷つけられる武器「ブレイズ・オブ・カオス」を与えた。
それ以降、彼はその恐るべき力を武器に、残虐非道の限りを尽くした。人々から恐れられたクレイトスであったが、唯一心許せるのが妻と子であった。だがある時、彼は平定するために虐殺を行なっていた村に、いるはずのないその2人がおり、あろうことか自らの手で殺めてしまう。
悲しみに暮れるクレイトスの元にアレスが再び現れ、真相を告げる。「妻と子をこの村に連れてきたのは私だ。そして、さらに強くなれ」。全てはアレスの策略だった。クレイトスのただ一つの拠り所であり、彼の弱さとなり得る家族をクレイトス自身に殺させたのである。軍神の奸計を知ったクレイトスは怒り、復讐の旅を開始する。

## システム
ゲームの世界の即死トラップにかかるとゲームオーバーになる。また随所に謎解き要素があり、それらを解いていくことでゲームを進められる。ゲームの進行の記録はマップに点在しているセーブポイントを使って行う。ゲーム中には多様なシステムが用意されているが、以下ではこのゲームにおける代表的なものを解説する。

### 通常攻撃
通常攻撃には□ボタンで繰り出すノーマルアタック（弱攻撃）と△ボタンで繰り出すヘビーアタック（強攻撃）、および○ボタンで繰り出す投げ・特殊技が用意されている。□/△攻撃は決められた通りに連続入力するなどして様々なコンボを繰り出すことができる。また○ボタンは相手が相応に弱っている時に入力すると、敵の状況によって「一撃殺傷」、「捕らえて他の敵に投げつける」、「大きなダメージを与える」、「敵の肉体の一部を破壊」のいずれかの攻撃を行う。ただし一部の敵は無傷の状態では、掴もうとすると失敗して大きな隙が出来てしまう。その場合はある程度ダメージを与える事により敵の頭上に○ボタンアイコンが出るので、その時初めて投げ技が使用可能になる。また敵が空中に投げだされている時は体力関係無く特殊な投げを決める事が出来る。投げ攻撃は基本的に無敵時間の発生する半リアルタイムムービー状態になるものもあり、使いどころによっては通常攻撃で止めを刺すよりも有効となる場合もある。また、場合によっては下記のCSアタックがスタートする事もある。

### CSアタック
正式名称はコンテキスト・センシティブ・アタック (Context-Sensitive Attack) である。Context-Sensitiveとは文脈依存のことで、前後の関係から内容を判断するという意味で使われる。このゲームでは以下の一連の行動の流れのことを指している。敵に一定のダメージを与えると敵の頭上にコントローラのボタンのピクトグラムが示されたアイコンが表示される。その状態で敵に近寄って示されたボタンを押すと、状況に応じた動作で敵を攻撃するリアルタイム・デモに移行する。デモ中も画面には次々とアイコンが表示され、アイコンの指示通りにボタンを押していくことで CSアタックを成功させることができる。成功すると大抵の敵に対してとどめを刺すことができ、ライフオーブやパワーオーブなどのボーナスを得られることもある。ボタンの入力が遅れたり間違えたりすると失敗となり、敵に反撃されてダメージを受け、CS アタックも中断させられてしまう。
デモの内容は押し倒したミノタウロスにまたがりその喉に刃を突き立てる、ゴルゴンの頭部を力ずくでもぎ取る、サイクロップスの目玉をえぐり出すなど過激なものが多い。序盤ではクレイトスの二人の娼婦を相手に CS アタックの練習をすることもできる。
通常の敵をCSアタックで倒した場合「パワーオーブが多めに出る・ライフオーブが確実に出る」等ボーナスを得られるものの、必ずCSアタックを使わねばならないということはない。しかし、体力ゲージのついたいわゆるボスクラスの敵に対しては、CSアタックを成功させないと直前の段階からやり直しとなり、倒すまでの段階へ移行できない（通常攻撃だけでは倒せない）。

### アップグレード
ゲームを進めていくとプレイヤーは魔法や新しい武器を使えるようになる。それらは敵や宝箱などから入手できるパワーオーブと呼ばれるリソースを用いてレベルアップすることができる。レベルアップには大量のパワーオーブを必要とするが、レベルアップすると武器や魔法は性能が向上し、新しい技を覚えていく。以下はレベルアップできる武器と魔法の概要である。
ブレイズ・オブ・カオス (Blades of Chaos)
クレイトスの通常装備で、主人公の運命を束縛する軍神アレスとの契約の証。両腕に巻きつけられた伸縮自在の鎖で2本の剣を操る鎖鎌とヨーヨーを合わせたような性質を持つ。レベルアップすると新しい技やRage of the Godsが使えるようになり、攻撃力も上昇する。最初は灰色の剣身だが、レベルが上がる度に段々と炎のような赤褐色に染まっていく。
神々の怒り（Rage of the Gods）
ブレイズ・オブ・カオスがレベル2になるとRage of the Godsという特殊な能力が使えるようになる。使用すると右下の特殊なゲージが減少し、その間は攻撃力&防御力上昇・ダメージモーションがなくなるなどのパワーアップをする。またレベル5になると使用中は魔法を使っても魔法メーターが減らなくなる。ゲージは攻撃を与えたり受けたりする事で徐々に回復し、満タンになるとアテナの掛け声と共に再び使用可能になる。途中で解除することはできず、一旦発動したらゲージを使い切るまで止まらない。
ポセイドンの怒り (Poseidon's Rage)
クレイトスを中心とした円状の範囲をポセイドンの嵐と雷の力で攻撃する。発動中は無敵になり、レベルアップするとボタンを連打することで攻撃回数が増えるようになり、他に攻撃力や攻撃範囲などの性能も上がる。
メデューサの凝視 (Medusa's Gaze)
メデューサの頭のついた盾をかざし、その方向へ石化光線を放つ。石化光線は敵に一定時間当てることで敵を石化させられる。石化した敵は攻撃を当てることで破壊でき、パワーオーブのボーナスも得られる。

## 主要キャラクター
クレイトス
声 - 玄田哲章
主人公。神々の命により、神をも殺す戦いに身を投じることとなる。ギリシャ神話の神クラトスがモデル。なお、クラトスはギリシア語で「力」を意味する。
元はスパルタの戦士。かつてはその勇猛果敢さで、たちまち数千の兵士を率いる将軍にまでのぼりつめた。しかし蛮族との戦いのさなか、軍神アレスの加護を求めたことでその人生は狂い始める。
手にする得物は、そのときアレスより授けられた「ブレイズオブカオス」。冥府の奥底で鍛え上げられたこの剣はアレスとクレイトスとの契約の証であり、手にした者に狂気をもたらす。
この力で彼は残虐な闘争を繰り広げていくが、ある日、アレスのたくらみにより自らの妻子を斬殺してしまう。
それ以来、彼の肌は妻と娘の焼かれた死体の灰がまとわりつき、まるで死人のごとく青白いものとなった。その風貌から「スパルタの亡霊」と呼ばれるようになる。
アレス
声 - 谷昌樹
オリュンポスの神である軍神・戦いの神。タイトルにある「God of War」とは彼を指している。
実際のギリシャ神話のそれと同じく「戦いの狂乱と凶暴さ」を司っており、その凶暴な性格で他の神々からも疎まれる存在であった。
そして、父・ゼウスを見返す為、ついに妹アテナの守護都市アテネに侵攻する。
アテナ
声 - 魏涼子
彼女もまた戦いを司る女神であるが、アレスと異なり「自治と平和の戦い」を司っており、その他の分野にも精通している。
アテネの守り神であるが、神同士の戦いは禁じられているため、アレスに対抗することが出来ないでいた。そこで、クレイトスに魂の救済を引き換えにアレスを倒すよう要求する。
アルテミス
声 - 増田ゆき
狩猟の女神。パンドラの神殿へと挑むクレイトスに「アルテミスの剣」を授ける。
神官
声 - 増田ゆき
アテネの神殿の神官で、クレイトスにパンドラの神殿への道を指し示す。
ゼウス
声 - 小島敏彦
全知全能の神であり、神の王。かつてタイタン族との戦いに終止符を打ったという「ゼウスの激怒」をクレイトスに与える。
墓堀人
声 - 小島敏彦
アレスの軍勢が侵攻している中、アテネの街中にある墓地で墓穴を掘っている老人。
ポセイドン
声 - 楠見尚己
海の神。ヒドラと戦うクレイトスに自身の力である「ポセイドンの怒り」を与える。
ハデス
声 - 宗矢樹頼
冥界を支配する神。クレイトスに自身の力である「ハデスの軍勢」を与える。
アフロディーテ
声 - 浅野るり
魔法「メデゥーサの凝視」を授ける試練の為にメデューサをクレイトスに仕向ける。『III』で再登場する。
火葬兵士
声 - 楠見尚己
クロノスが担ぐパンドラの神殿の門前で、パンドラの箱を求めて死んでいった人間たちを火葬する兵士。
船長
声 - 樫井笙人
本作冒頭で、クレイトスが乗っていた漁船の船長を務めている中年の男性。船が海賊（またはアレスの配下の軍勢）とヒドラの襲撃に遭い、ヒドラに食われた。実際にはヒドラの口の中にしがみついて生きていたが、自身が所持していた「船長室の鍵」をクレイトスに奪われた直後にヒドラの体内に放り投げられ死亡。その後、冥界からの脱出を図っていたが、冥界に堕ちてきたクレイトスに突き落とされ、脱出に失敗する。
その後、続編の『ゴッド・オブ・ウォーII 終焉への序曲』では怨霊となってバーバリアンキングに引き連れられて再登場。『ゴッド・オブ・ウォーIII』では置手紙という形で登場している。
漁師
声 - 斉藤次郎、樫井笙人、宗矢樹頼
兵士
声 - 宗矢樹頼、小島敏彦、斉藤次郎
ナレーター
声 - 鈴木れい子
老神官
声 - 鈴木れい子
昔、クレイトス率いるスパルタ軍が壊滅させた村の神官。クレイトスに呪われた運命を警告する。
クロノス
かつて、オリュンポスの頂点に君臨していたタイタン族最後の生き残りで、ゼウスやポセイドン、ハデスらの父。
己の父、ウラノスを追放して得たその地位は皮肉にも己の息子たちによって奪い取られることとなった。
その際、ゼウスによってパンドラの神殿を背中に括り付けられており、砂塵が自らの肉をすべてそぎ落とすまで死の砂漠をさまよいつづけている。
クレイトスの弟
エキストラの資料で登場。子供のころにクレイトスと生き別れている。
PSP「降誕の刻印」では「デイモス」の名で重要人物として登場。

## エキストラ
タイトル画面のメニューから選べるエキストラには映画の DVD さながらの特典が用意されている。それらの多くは一定の条件をクリアすることでアンロックされ、選択が可能となる。その中でも以下のものは本作以降シリーズの定番要素となった。
"GOD OF WAR" 開発の舞台裏
本作が完成するまでの開発現場に密着したドキュメンタリー。ゲームが製作される過程を開発の中心となった人物のコメントとともに当時の映像を交えながら振り返る。開発現場周辺の学校に通う学生をテストプレイヤーに選び詳細なプレイデータを得るなど、アメリカのゲーム開発の現況を窺うことができる。
God モード
一度ゲームをクリアすると選べるようになる。本作における最高難度で、上級者限定と説明されるように主人公の能力や敵の強さがプレイヤーにとって著しく不利な設定となっている。続編ではGodの難度は一段階引き下げられ、その代わりストーリーにおいて重要な役割を果たす存在が最高難度として冠されるようになった。
Challenge of the Gods
本編のシステムを用いて作られた十の試練が一問一答式で用意されている。途中でセーブできず、本編のルールやシステムを熟知していないとクリアは難しい。すべてクリアすると追加コスチュームが選べるようになる。続編では進行の記録が保存できるようになるなどの改良がなされた。
追加コスチューム
Challenge of the Godsをクリアすると SPARTAN (HARD) 以下の難度において通常とは異なるコスチュームに身を包んだクレイトスが使えるようになる。コスチュームには闘う料理人、ダイバー、エリートビジネスマン、酪農マン、アレスのアーマーがあり、それぞれに得意・不得意な性能が備わっている。

## その他

### 北米版と日本版の違い
日本版では北米版で採用されていた暴力や性的な表現が修正されている。以下は北米版と日本版の主な違いである。
一般市民の扱い
北米版では逃げ惑う一般市民を倒すことができる。一般市民を倒すと体力が回復するのだが、日本版では倒すことができなくなった。
暴力や性に関する描写
頭部が切り落とされるなどの身体の著しい欠損や女性の裸体などの性に関する直接的な描写は日本版ではカットされていたりテクスチャや衣装が書き換えられるなどして修正されている。
生贄の儀式の内容
生贄を捧げると謎が解ける場面では、北米版では生贄が人間の奴隷だが、日本版ではモンスターになっている。

### 読込不具合
一部のPlayStation 2ではゲームが起動しなかったりゲーム中にフリーズするなどの読込不具合が報告されている。メーカーの公式発表がないため原因は特定されておらず、正常に動作するかどうかは本体の使用状況などから判断するしかない。

### サウンドトラック
本作のサウンドトラックは日本では流通していない。北米ではゲームを購入した人に対してインターネットを通じてファイルをダウンロードできるようになっていた。また、ソニーが運営するダウンロードサービス CONNECTによる音楽配信の形態のみの対応となっていた。しかし現在ではCONNECTはサービス終了となり、本作のサウンドトラックを手に入れるのは正規では不可能となっている。なお、続編『ゴッド・オブ・ウォーII 終焉への序曲』のサウンドトラックはCDが発売になったが、現在廃盤。

## シリーズ・派生作品
据え置き機で展開されている本編以外にも携帯機などで外伝的な派生作品が製作されている。それらのストーリーは本編と密接に絡んでいる。
ゴッド・オブ・ウォーII 終焉への序曲
2007年3月（北米）・10月25日（日本）に発売されたPlayStation 2向け作品。原題は God of War IIであり、日本版のような副題は無い。
ゴッド・オブ・ウォーIII
2010年3月25日発売になったPlayStation 3向け作品。
ゴッド・オブ・ウォー コレクション
『ゴッド・オブ・ウォーI・II』を720p・60fpsに高解像度化してPS3に移植したもので、北米では2009年11月に発売された。トロフィーにも対応。日本では『ゴッド・オブ・ウォーIII』発売の1週間前である2010年3月18日にカプコンから発売。またコレクションとIIIをセットにした限定版「ゴッド・オブ・ウォー トリロジー」はSCEJが販売。
ゴッド・オブ・ウォー 落日の悲愴曲
2008年3月4日に発売されたPlayStation Portable用3Dアクションアドベンチャー。原題は God of War: Chains of Olympus。
ゴッド・オブ・ウォー 降誕の刻印
原題は "God of War: Ghost of Sparta"。PSP向けのシリーズ2作目。日本で2010年11月11日にSCEJから発売。開発は、PSP版の前作にあたる"GoW: Chains of Olympus" を手掛けた Ready at Dawn Studios が引き続き担当している。ストーリーは『ゴッド・オブ・ウォー』と『ゴッド・オブ・ウォーII』の間にあたる。死んだはずの弟・デイモスの生存を知ったクレイトスが、彼を追い求める内容。
ゴッド・オブ・ウォー 落日の悲愴曲&降誕の刻印 HDコレクション
2011年10月6日に発売された。上記のPSPタイトル2作品をセットにしてPS3ソフトとしてHD移植したもの。グラフィックは1080P対応となり、シリーズでは初めて3D立体視に対応。トロフィー機能も追加された。
God of War: Betrayal
2007年6月20日に携帯電話ゲームとして発売された。日本未発売。本編のシステムを踏襲した横スクロール2Dアクションとなっている。ストーリーは本作と『ゴッド・オブ・ウォーII』の間の出来事で、何者かの陰謀によってヘラの可愛がっているアルゴスを殺してしまったクレイトスは、陰謀を企てた者がクレイトスとオリュンポスの神々を対立させようと目論んでいることを突き止める。しかし事件の余波が大きくなったことで、ゼウスはヘルメスの息子のケーリュクスを通じてクレイトスに犯人の追跡をやめるよう命じる。
God of War: Ascension
北米では2013年3月12日、日本では14日に発売された。ストーリーは『ゴッド・オブ・ウォー』の前に当たる。シリーズ初のオンラインマルチプレイを搭載。PlayStation 3向け作品。
ゴッド・オブ・ウォー
ストーリーを一新した新たなシリーズ。クレイトスとその息子の絆を描く物語。2018年4月20日発売。PlayStation 4向け作品。
ゴッド・オブ・ウォー ラグナロク
2022年11月9日発売。PlayStation 4、PlayStation 5向け作品。